# Danger Mouse (musicien)
Cet article concerne le producteur. Pour la série d'animation britannique Dangermouse, voir Dare Dare Motus.
Danger Mouse, de son vrai nom Brian Burton (né le 29 juillet 1977 à White Plains, dans l'État de New York), est un producteur, disc jockey et compositeur américain, membre de Gnarls Barkley.

## Biographie

### Jeunesse
Brian Joseph Burton naît à White Plains, dans l'État de New York. Il passe la majeure partie de son enfance à Spring Valley. Burton a également résidé à Athens où il publie ses œuvres trip hop sous le nom de Pelican City. Il remixe également plusieurs chansons d'artistes comme Neutral Milk Hotel et mixe pour l'Université de Géorgie, sur la chaîne de radio locale WUOG-FM. De 1998 à 2003, Burton remixe également sous le nom de Danger Mouse. Timide, il ne peut montrer son visage au public, et emprunte le nom de la série télévisée homonyme, Danger Mouse (connue en France sous le titre Dare Dare Motus)

### Débuts (1998–2004)
À Athens, Burton se classe deuxième d'un concours de talent en 1998, et joue aux côtés d'OutKast et Goodie Mob à l'Université de Géorgie. Peu après, Burton rencontre CeeLo Green, membre de Goodie Mob, et lui donne une démo instrumentale. Les deux se reparlent quelques années plus tard, et collaborent finalement ensemble pour former Gnarls Barkley.
Burton emménage en Grande-Bretagne, plus précisément à New Cross, Londres, travaillant dans un pub Rose près du pont de Londres. D'ici, il envoie une démo au label Lex Records, qui le signe. Les premières œuvres musicales de Burton sous le nom de Danger Mouse sont des collaborations avec le rappeur Jemini, incluant l'album Ghetto Pop Life, publié en 2003 sur Lex Records. Malgré un accueil chaleureux, Danger Mouse n'atteint la popularité qu'à la publication de The Grey Album, mêlant a cappellas des chansons extraites de The Black Album de Jay-Z à des chansons extraites de l'album blanc des Beatles. L'album de remixes, à l'origine créé pour ses amis, se répand sur Internet et se popularise significativement dans le public et la presse spécialisée, Rolling Stone le considérant comme le meilleur album de remix et Entertainment Weekly le classant meilleur album au monde. Il discute des polémiques qui entourent l'album dans le documentaire Alternative Freedom. Danger Mouse est élu homme de l'année par GQ en 2004, et remporte un Wired Rave Award.

### 2004–2007
The Grey Album attire l'attention de Damon Albarn, qui recrute Danger Mouse afin de produire le deuxième album de Gorillaz, Demon Days. Demon Days aide Burton à être nommé pour un Grammy dans la catégorie de meilleur « producteur de l'année ». Le projet qui suit, The Mouse and the Mask, une collaboration avec MF DOOM (alias DANGERDOOM) pour l'émission Adult Swim de Cartoon Network. 
En 2006, Danger Mouse et CeeLo (alias Gnarls Barkley) publient leur premier album, St. Elsewhere, qui contient le single à succès Crazy. Crazy devient le premier single classé uniquement par nombre de téléchargement dans les classements britanniques. Gnarls Barkley part en tournée et joue aux côtés des Red Hot Chili Peppers à leur Stadium Arcadium World Tour. En automne 2006, Sparklehorse publie son quatrième album, Dreamt for Light Years in the Belly of a Mountain, une collaboration avec Danger Mouse et Steven Drozd de The Flaming Lips. En août et septembre 2006, Danger Mouse collabore avec Banksy pour remplacer 500 exemplaires de l'album Paris de Paris Hilton dans les marchés britanniques.

### Depuis 2007

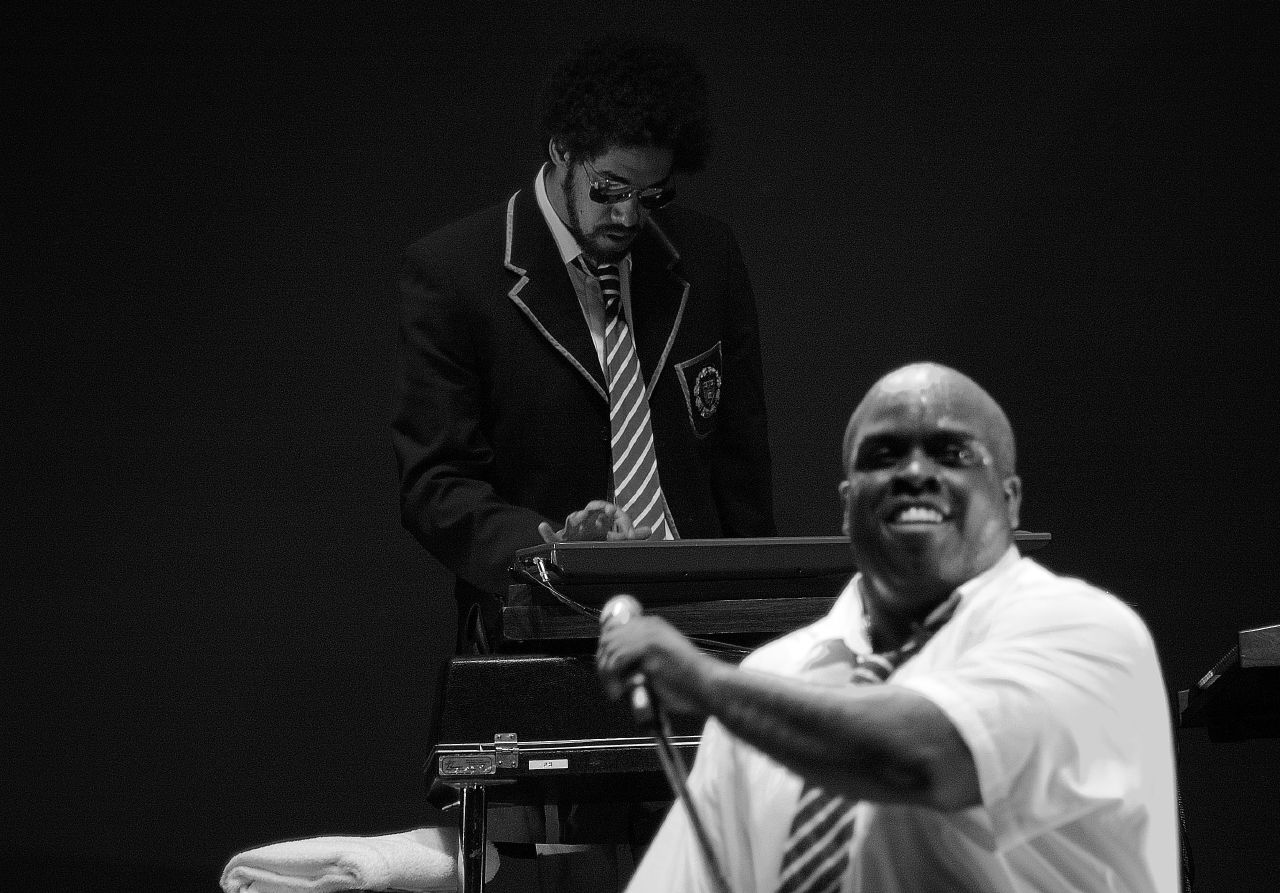
Au fond, Danger Mouse et le chanteur Cee Lo Green jouant sous le nom de Gnarls Barkley en 2007.

En janvier 2007, Danger Mouse produit une autre collaboration avec Damon Albarn sur The Good, the Bad and the Queen, aux côtés du bassiste des Clash Paul Simonon, de l'ancien guitariste des Verve Simon Tong, et du pionnier d'Afrobeat Tony Allen. En mars 2008, The Odd Couple, le deuxième album de Gnarls Barkley, est publié. En mai 2008, un album avec Martina Topley-Bird, intitulé The Blue God, est publié. Martina collabore sur All Alone, une chanson de Danger Mouse produite pour le deuxième EP de Gorillaz, Demon Days.
D'autres albums incluent une suite de Ghetto Pop Life intitulée Kill Your Heroes. KYH était prévue pour l'été 2006, mais sa publication est reportée à une date indéterminée. Un album collaboratif avec Black Thought de The Roots est annoncé. Il annonce également un album avec The Black Keys et Ike Turner. Le décès de Turner devait faire annuler la publication de l'album, mais The Black Keys et Danger Mouse publient Attack and Release en avril 2008. Danger Mouse produit également l'album de Beck, Modern Guilt, publié en juillet 2008.
Danger Mouse et Sparklehorse prévoient la publication d'un album en 2009, intitulé Danger Mouse and Sparklehorse Present: Dark Night of the Soul,. À la suite de divergences avec EMI, l'album ne sera pas publié avant le 12 juillet 2010.
Le 8 novembre 2009, le magazine Paste nomme Danger Mouse « meilleur producteur de la décennie (2000–2009) ».
Ensemble avec James Mercer, Danger Mouse (crédité sous son vrai nom, Brian Burton) forme Broken Bells. Le projet est annoncé le mardi 29 septembre 2009. Le 21 décembre 2009, le groupe informe ses fans par e-mail concernant la publication de leur premier single The High Road, en téléchargement libre sur son site officiel.
En 2010, Danger Mouse commence la production d'un album des U2, prévu selon les rumeurs pour 2013. Le chanteur des U2, Bono, explique : « on a fait près de 12 chansons avec lui... » En 2011, Danger Mouse reçoit le Grammy Award de compositeur et réalisateur artistique de l'année pour cet album ainsi que pour son propre Dark Night of the Soul et Tighten Up par The Black Keys[réf. nécessaire]. Il participera également à la composition de la bande-originale du jeu vidéo Grand Theft Auto: Episode from Liberty City avec A Dark March. Le 1er mai 2012, Norah Jones publie son album, produit par Danger Mouse, Little Broken Hearts au label Blue Note/EMI.
En 2014, il produit l'album Songs of Innocence du groupe irlandais U2.

## Démêlés judiciaires
En 2004, Danger Mouse est au centre d'une polémique concernant The Grey Album, un album pirate, largement distribué via téléchargement sur Internet, et interdit quelques jours après sa publication. The Grey Album est un mashup de l'album éponyme des Beatles, connu sous le nom de White Album (album blanc) et du The Black Album (album noir) du rappeur Jay-Z. La compagnie EMI, qui détient les droits du White Album, exige immédiatement le retrait de l'œuvre de Danger Mouse, qui n'avait jamais demandé les droits d'utiliser les chansons des Beatles. En revanche, les enregistrements a cappella de Jay-Z sont rendus disponibles gratuitement par l'artiste.
Appuyé par des fans qui créent le Grey Tuesday, une journée (le mardi 24 février 2004) pendant laquelle les extraits du Grey Album sont disponibles gratuitement sur différents sites web en guise de protestation contre EMI, par des critiques favorables, et encouragé par la couverture médiatique qu'a suscité l'incident, la popularité du mashup est allée grandissante. L'affaire Grey Album donne également lieu à la création de plusieurs mashups plus ou moins sérieux, reprenant les enregistrements du Black Album de Jay-Z, par exemple le Black and Blue Album, un mashup de l'album noir du rappeur et de l'album bleu de Weezer.
Ses soucis juridiques avec EMI s'étant transformés en téléchargements par millions, Damon Albarn le repère et le récupère pour produire l'album Demon Days de Gorillaz.

## Discographie
- 2003 : Ghetto Pop Life (album de Danger Mouse et Jemini)
- 2004 : The Grey Album (album de remix)
- 2005 : Demon Days (album entièrement produit pour Gorillaz)
- 2005 : The Mouse and The Mask (album de Dangerdoom (Danger Mouse & MF DOOM))
- 2006 : St. Elsewhere (album de Gnarls Barkley)
- 2006 : Occult Hymn (EP de Dangerdoom)
- 2006 : Pieces of the People We Love (production de quelques titres pour le groupe de rock The Rapture)
- 2006 : Dreamt for Light Years in the Belly of a Mountain (production de quelques titres pour le groupe de rock Sparklehorse)
- 2007 : The Good, the Bad and the Queen (production de l'album du groupe The Good, the Bad and the Queen)
- 2008 : The Odd Couple (Gnarls Barkley)
- 2008 : The Blue God (Martina Topley-Bird)
- 2008 : Attack and Release (The Black Keys)
- 2008 : Modern Guilt (Beck)
- 2008 : Replica Sun Machine (The Shortwave Set)
- 2009 : Danger Mouse and Sparklehorse Present Dark Night of the Soul (album réalisé avec Sparklehorse)
- 2009 : The Last Laugh (Joker's Daughter)
- 2010 : Broken Bells (Broken Bells)
- 2010 : Brothers (The Black Keys)
- 2011 : Meyrin Fiels (Broken Bells)
- 2011 : Rome (Danger Mouse et Daniele Luppi)
- 2011 : El Camino (The Black Keys)
- 2012 : Mondo (Electric Guest)
- 2012 : Little Broken Hearts (Norah Jones)
- 2013 : Evil Friends (Portugal. The Man)
- 2014 : After the Disco (Broken Bells)
- 2014 : Turn Blue (The Black Keys)
- 2014 : Songs of Innocence (U2)
- 2015 : At. Long. Last. ASAP. (ASAP Rocky)
- 2015 : 25 (Adele)
- 2016 : The Getaway (Red Hot Chili Peppers)
- 2017 : Woodstock (Portugal. The Man)
- 2018 : Wide Awake! (Parquet Courts)
- 2019 : Lux Prima (Karen O & Danger Mouse)
- 2019 : Kiwanuka (Michael Kiwanuka)
- 2022 : Cheat codes
- 2023 : Born Again (album de Danger Mouse et Jemini) (enregistré originellement en 2004)

## Filmographie
- 2016 : Popstar : Célèbre à tout prix de Akiva Schaffer et Jorma Taccone : lui-même